# ريد بلودد وومان
«ريد بلودد وومان» (بالإنجليزية: Red Blooded Woman)‏ أو «امرأة ذات دم أحمر» هي أغنية للفنانة الأسترالية كايلي مينوغ، وأخذت من ألبومها التاسع بودي لانغواج (2003). وهي من تأليف جوني دوغلاس وكارين بول ومن إنتاج دوغلاس، وهي من صنف الهيب هوب، والآر أند بي والسينثبوب. وتحتوي على عبارة «بوي بوي!» مدخلة في التسجيل وغناء من جوقة الخلفية. وتم إصدارها على الصعيد العالمي من قبل بارلوفون بوصفها ثاني منفردة من الألبوم في 1 مارس 2004.
لقيت أغنية استقبالا جيدا من قبل نقاد الموسيقى، وأثنى كثير منهم على الإنتاج وقارنوه بأعمال فنانين أمريكيين آخرين مثل جاستين تيمبرلك وتيمبالاند. نجحت الأغنية تجاريا في سوق مينوغ الرئيسي في أستراليا والمملكة المتحدة، حيث دخلت الخمسة الأوائل في كلا البلدين منذ أسبوعها الأول. كما بلغت العشرة الأوائل في دول مثل الدنمارك وإيطاليا والعشرين الأوائل في ألمانيا ونيوزيلندا. ونالت تقييم الذهب من رابطة صناعة التسجيل في نيوزيلندا (RIANZ) بعد استكمالها لمبيعات قدرها 7500 وحدة.
تم إخراج فيديو كليب الأغنية من قبل جايك نافا وتظهر مينوغ ترقص بإغراء للأغنية في مواقع مختلفة مثل ازدحام المرور وأمام شاحنة. أدت مينوغ الأغنية على الهواء في برامج مثل ماني كانت باي وبرنامج العرض المتأخر مع ديفيد ليترمان وتوبس أوف ذا بوبس. كما أدتها في ثلاث من جولاتها - شوغيرل: غريتيست هيتس، شوغيرل: هومكامينغ، فور يو فور مي.